# Amsterdamsche Football Club Ajax (femminile)
L'Amsterdamsche Football Club Ajax Vrouwen, meglio nota come Ajax, è una squadra di calcio calcio femminile olandese con sede nella città di Amsterdam, sezione femminile dell'omonimo, club di Eredivisie.
La squadra, istituita nel 2012, ha militato nei suoi primi anni in BeNe League, il campionato unificato di Belgio e Paesi Bassi, per continuare, dopo la sua soppressione in Eredivisie, il massimo livello del campionato olandese, conquistando il suo primo titolo di Campione dei Paesi Bassi al termine della stagione 2016-2017 e aggiudicandosi così l'accesso all'edizione 2017-2018 della UEFA Women's Champions League in rappresentanza del proprio paese. Il suo palmarès è inoltre integrato da sei Coppe dei Paesi Bassi.

## Storia
La squadra venne istituita il 18 maggio 2012 dall'omonimo club maschile della quale è, a livello societario, parte integrante, per partecipare alla BeNe League, torneo ideato su volontà delle federazioni calcistiche di Belgio e Paesi Bassi, per disputare un campionato di calcio femminile di primo livello dando accesso alle migliori squadre provenienti dai campionati nazionali delle rispettive nazioni.
La squadra si rivela competitiva e nella prima stagione (BeNe League 2012-2013), dove le otto squadre belghe e olandesi disputarono due gironi separati, riesce a terminare la prima fase al quarto posto che le garantisce l'accesso alla successiva poule scudetto, terminando il campionato nuovamente al quarto posto, e concludendo nel frattempo la scalata alla Coppa dei Paesi Bassi ai quarti di finale.
A partire dal campionato successivo i club giocarono un girone all'italiana; a causa delle ingenti spese impiegate che portarono al fallimento di alcune società, dalle sedici squadre originarie solo quattordici, sette olandesi e sette belghe, riuscirono a partecipare al campionato. L'Ajax riesce a terminare al terzo posto, vincendo inoltre la Coppa dei Paesi Bassi 2014 superando in finale le avversarie del PSV/FC Eindhoven.
La stagione di BeNe League 2014-2015 vede perdere un'ulteriore squadra, fissando a tredici le società impegnate nel torneo. L'Ajax riesce nuovamente a terminare al terzo posto e ad accedere alla finale di Coppa dei Paesi Bassi 2015 dove viene superata per 3-2 dalle avversarie del Twente. Al termine della terza stagione di BeNe League le squadre olandesi e la KNVB non riuscirono a trovare un accordo sull'aspetto finanziario della partecipazione delle squadre alle successive stagioni, di conseguenza entrambe le federazioni decisero di concludere il campionato e di tornare all'organizzazione dei rispettivi campionati nazionali.
Per la stagione 2015-2016 la società iscrive la squadra all'Eredivisie, torneo a otto squadre riproposto dalla federazione olandese dopo la sua soppressione nel 2012. L'Ajax si conferma squadra competitiva, in grado di competere con il Twente per il titolo concludendo a pari punti, 56, il campionato ma costretta a cedere il titolo per una peggiore quantità di vittorie, una in meno delle avversarie. Nuovamente riesce ad accedere alla finale di Coppa dei Paesi Bassi venendo però battuta dalle avversarie del ADO Den Haag per 1-0.
La stagione successiva il campionato prevede una diversa formula, con una prima fase a otto squadre ed una seconda alla quale accedono le prime quattro in un minigirone all'italiana che determinerà la vincitrice. La squadra si rivela nettamente superiore alle concorrenti, andando a chiudere sia la prima fase che la seconda del campionato al primo posto davanti al Twente, risultato che le garantisce l'accesso alla stagione 2017-2018 di UEFA Women's Champions League, e superando per 3-0 in finale il PSV/FC Eindhoven in Coppa dei Paesi Bassi conquistando il primo double nella storia sportiva della sezione femminile dell'Ajax.

## Palmarès
- Campionato olandese: 3

2016-2017, 2017-2018, 2022-2023
- Coppa dei Paesi Bassi: 6

2013-2014, 2016-2017, 2017-2018, 2018-2019, 2021-2022, 2023-2024
- Eredivisie Cup: 1

2020-2021

## Statistiche

### Risultati nelle competizioni UEFA
| Stagione | Competizione     | Fase                     | Avversario     | Risultato | Risultato | Risultato |
| Stagione | Competizione     | Fase                     | Avversario     | andata    | ritorno   | aggregato |
| -------- | ---------------- | ------------------------ | -------------- | --------- | --------- | --------- |
| 2017-18  | Champions League | gironi di qualificazione | Rīgas FS       | 6-0       | 6-0       | 6-0       |
| 2017-18  | Champions League | gironi di qualificazione | Pärnu          | 2-1       | 2-1       | 2-1       |
| 2017-18  | Champions League | gironi di qualificazione | Standard Liegi | 3-0       | 3-0       | 3-0       |
| 2017-18  | Champions League | sedicesimi di finale     | Brescia        | 1-0       | 0-2       | 1-2       |

## Organico

### Rosa 2024-2025
Rosa, ruoli e numeri di maglia come da sito ufficiale, integrati dal sito UEFA, aggiornati al 6 settembre 2024.
| N. |                        | Ruolo | Calciatrice               |
| -- | ---------------------- | ----- | ------------------------- |
| 1  | Paesi Bassi (bandiera) | P     | Regina van Eijk           |
| 3  | Paesi Bassi (bandiera) | D     | Roos van der Veen         |
| 4  | Paesi Bassi (bandiera) | C     | Deau den Turk             |
| 5  | Paesi Bassi (bandiera) | D     | Soraya Verhoeve           |
| 6  | Paesi Bassi (bandiera) | C     | Jonna van de Velde        |
| 8  | Paesi Bassi (bandiera) | C     | Sherida Spitse (capitano) |
| 9  | Paesi Bassi (bandiera) | A     | Danique Tolhoek           |
| 10 | Paesi Bassi (bandiera) | C     | Nadine Noordam            |
| 12 | Paesi Bassi (bandiera) | C     | Jade van Hensbergen       |
| 13 | Paesi Bassi (bandiera) | P     | Lois Niënhuis             |
| 15 | Paesi Bassi (bandiera) | D     | Olivia Rademaker          |
| 16 | Paesi Bassi (bandiera) | C     | Danique Noordman          |
| 17 | Paesi Bassi (bandiera) | A     | Bente Jansen              |
| 18 | Paesi Bassi (bandiera) | D     | Milicia Keijzer           |

| N. |                        | Ruolo | Calciatrice         |
| -- | ---------------------- | ----- | ------------------- |
| 19 | Paesi Bassi (bandiera) | A     | Tiny Hoekstra       |
| 20 | Stati Uniti (bandiera) | C     | Lily Yohannes       |
| 21 | Paesi Bassi (bandiera) | C     | Rosa van Gool       |
| 22 | Paesi Bassi (bandiera) | C     | Quinty Sabajo       |
| 23 | Paesi Bassi (bandiera) | A     | Lotte Keukelaar     |
| 24 | Paesi Bassi (bandiera) | D     | Daliyah de Klonia   |
| 25 | Paesi Bassi (bandiera) | D     | Kay-lee de Sanders  |
| 26 | Paesi Bassi (bandiera) | D     | Isa Kardinaal       |
| 27 | Paesi Bassi (bandiera) | C     | Fleur Verkooijen    |
| 28 | Paesi Bassi (bandiera) | D     | Roos Eline Valk     |
| 29 | Paesi Bassi (bandiera) | A     | Mirte van Koppen    |
| 30 | Paesi Bassi (bandiera) | P     | Danae van der Vliet |
| 31 | Paesi Bassi (bandiera) | P     | Dionne van der Wal  |

### Rosa 2023-2024
Rosa, ruoli e numeri di maglia come da sito ufficiale, aggiornati al 21 ottobre 2023
| N. |                        | Ruolo | Calciatrice               |
| -- | ---------------------- | ----- | ------------------------- |
| 1  | Paesi Bassi (bandiera) | P     | Regina van Eijk           |
| 3  | Paesi Bassi (bandiera) | D     | Roos van der Veen         |
| 5  | Paesi Bassi (bandiera) | D     | Soraya Verhoeve           |
| 6  | Paesi Bassi (bandiera) | C     | Jonna van de Velde        |
| 7  | Paesi Bassi (bandiera) | A     | Romée Leuchter            |
| 8  | Paesi Bassi (bandiera) | C     | Sherida Spitse (capitano) |
| 9  | Paesi Bassi (bandiera) | A     | Nikita Tromp              |
| 10 | Paesi Bassi (bandiera) | C     | Nadine Noordam            |
| 11 | Paesi Bassi (bandiera) | A     | Ashleigh Weerden          |
| 12 | Paesi Bassi (bandiera) | A     | Isabelle Hoekstra         |
| 13 | Paesi Bassi (bandiera) | P     | Lois Niënhuis             |
| 15 | Paesi Bassi (bandiera) | A     | Chasity Grant             |
| 16 | Paesi Bassi (bandiera) | C     | Danique Noordman          |

| N. |                        | Ruolo | Calciatrice        |
| -- | ---------------------- | ----- | ------------------ |
| 17 | Paesi Bassi (bandiera) | A     | Bente Jansen       |
| 18 | Paesi Bassi (bandiera) | D     | Milicia Keijzer    |
| 19 | Paesi Bassi (bandiera) | A     | Tiny Hoekstra      |
| 20 | Stati Uniti (bandiera) | C     | Lily Yohannes      |
| 21 | Paesi Bassi (bandiera) | C     | Rosa van Gool      |
| 22 | Paesi Bassi (bandiera) | C     | Quinty Sabajo      |
| 23 | Paesi Bassi (bandiera) | A     | Lotte Keukelaar    |
| 24 | Paesi Bassi (bandiera) | C     | Iris Stiekema      |
| 24 | Paesi Bassi (bandiera) | D     | Daliyah de Klonia  |
| 25 | Paesi Bassi (bandiera) | D     | Kay-lee de Sanders |
| 26 | Paesi Bassi (bandiera) | D     | Isa Kardinaal      |
| 29 | Paesi Bassi (bandiera) | A     | Danique Tolhoek    |
| 31 | Paesi Bassi (bandiera) | P     | Dionne van der Wal |

### Rosa 2022-2023
Rosa, ruoli e numeri di maglia come da sito ufficiale, aggiornati al 30 agosto 2022
| N. |                        | Ruolo | Calciatrice       |
| -- | ---------------------- | ----- | ----------------- |
| 1  | Paesi Bassi (bandiera) | P     | Lize Kop          |
| 2  | Paesi Bassi (bandiera) | D     | Liza van der Most |
| 3  | Paesi Bassi (bandiera) | D     | Roos van der Veen |
| 4  | Paesi Bassi (bandiera) | D     | Lisa Doorn        |
| 5  | Paesi Bassi (bandiera) | D     | Soraya Verhoeve   |
| 6  | Paesi Bassi (bandiera) | C     | Marthe Munsterman |
| 7  | Paesi Bassi (bandiera) | A     | Romée Leuchter    |
| 8  | Paesi Bassi (bandiera) | C     | Sherida Spitse    |
| 9  | Paesi Bassi (bandiera) | A     | Nikita Tromp      |
| 10 | Paesi Bassi (bandiera) | C     | Nadine Noordam    |
| 11 | Paesi Bassi (bandiera) | A     | Ashleigh Weerden  |
| 12 | Paesi Bassi (bandiera) | A     | Isabelle Hoekstra |
| 15 | Paesi Bassi (bandiera) | A     | Chasity Grant     |
| 17 | Paesi Bassi (bandiera) | A     | Elisha Kruize     |

| N. |                        | Ruolo | Calciatrice         |
| -- | ---------------------- | ----- | ------------------- |
| 18 | Paesi Bassi (bandiera) | D     | Milicia Keijzer     |
| 19 | Paesi Bassi (bandiera) | A     | Tiny Hoekstra       |
| 20 | Paesi Bassi (bandiera) | A     | Eshly Bakker        |
| 21 | Paesi Bassi (bandiera) | C     | Rosa van Gool       |
| 22 | Paesi Bassi (bandiera) | C     | Quinty Sabajo       |
| 23 | Paesi Bassi (bandiera) | C     | Victoria Pelova     |
| 24 | Paesi Bassi (bandiera) | C     | Iris Stiekema       |
| 25 | Paesi Bassi (bandiera) | D     | Kay-lee de Sanders  |
| 26 | Paesi Bassi (bandiera) | D     | Isa Kardinaal       |
| 28 | Paesi Bassi (bandiera) | P     | Regina van Eijk     |
| 31 | Paesi Bassi (bandiera) | P     | Dionne van der Wal  |
| 32 | Paesi Bassi (bandiera) | C     | Jonna van de Velde  |
| 33 | Paesi Bassi (bandiera) | D     | Vita van der Linden |

### Rosa 2021-2022
| N. |                        | Ruolo | Calciatrice                 |
| -- | ---------------------- | ----- | --------------------------- |
| 1  | Paesi Bassi (bandiera) | P     | Lize Kop                    |
| 2  | Paesi Bassi (bandiera) | D     | Liza van der Most           |
| 3  | Paesi Bassi (bandiera) | D     | Stefanie van der Gragt      |
| 4  | Paesi Bassi (bandiera) | D     | Lisa Doorn                  |
| 5  | Paesi Bassi (bandiera) | A     | Soraya Verhoeve             |
| 6  | Paesi Bassi (bandiera) | C     | Marthe Munsterman           |
| 7  | Paesi Bassi (bandiera) | A     | Romée Leuchter              |
| 8  | Paesi Bassi (bandiera) | C     | Sherida Spitse              |
| 9  | Paesi Bassi (bandiera) | A     | Nikita Tromp                |
| 10 | Paesi Bassi (bandiera) | C     | Nadine Noordam              |
| 11 | Paesi Bassi (bandiera) | A     | Marjolijn van den Bighelaar |
| 12 | Paesi Bassi (bandiera) | A     | Isabelle Hoekstra           |
| 15 | Paesi Bassi (bandiera) | A     | Chasity Grant               |

| N. |                        | Ruolo | Calciatrice         |
| -- | ---------------------- | ----- | ------------------- |
| 16 | Paesi Bassi (bandiera) | P     | Isa Pothof          |
| 17 | Paesi Bassi (bandiera) | D     | Kelly Zeeman        |
| 18 | Paesi Bassi (bandiera) | D     | Jamie Altelaar      |
| 19 | Paesi Bassi (bandiera) | A     | Tiny Hoekstra       |
| 20 | Paesi Bassi (bandiera) | A     | Eshly Bakker        |
| 21 | Paesi Bassi (bandiera) | D     | Zaina Bouzerrade    |
| 22 | Paesi Bassi (bandiera) | C     | Quinty Sabajo       |
| 23 | Paesi Bassi (bandiera) | C     | Victoria Pelova     |
| 24 | Paesi Bassi (bandiera) | D     | Iris Stiekema       |
| 25 | Paesi Bassi (bandiera) | D     | Kay-lee de Sanders  |
| 28 | Paesi Bassi (bandiera) | P     | Regina van Eijk     |
| 32 | Paesi Bassi (bandiera) | C     | Jonna van de Velde  |
| 33 | Paesi Bassi (bandiera) | D     | Vita van der Linden |

### Rosa 2020-2021
Rosa, ruoli e numeri di maglia aggiornati all'11 marzo 2021
| N. |                        | Ruolo | Calciatrice                 |
| -- | ---------------------- | ----- | --------------------------- |
| 1  | Paesi Bassi (bandiera) | P     | Lize Kop                    |
| 2  | Paesi Bassi (bandiera) | D     | Liza van der Most           |
| 3  | Paesi Bassi (bandiera) | D     | Stefanie van der Gragt      |
| 4  | Paesi Bassi (bandiera) | D     | Lisa Doorn                  |
| 5  | Paesi Bassi (bandiera) | D     | Soraya Verhoeve             |
| 6  | Paesi Bassi (bandiera) | C     | Marthe Munsterman           |
| 7  | Paesi Bassi (bandiera) | C     | Desiree van Lunteren        |
| 8  | Paesi Bassi (bandiera) | C     | Sherida Spitse              |
| 9  | Rep. Ceca (bandiera)   | A     | Lucie Voňková               |
| 10 | Paesi Bassi (bandiera) | A     | Linda Bakker                |
| 11 | Paesi Bassi (bandiera) | A     | Marjolijn van den Bighelaar |
| 12 | Paesi Bassi (bandiera) | D     | Caitlin Dijkstra            |

| N. |                        | Ruolo | Calciatrice         |
| -- | ---------------------- | ----- | ------------------- |
| 15 | Paesi Bassi (bandiera) | A     | Chasity Grant       |
| 16 | Paesi Bassi (bandiera) | P     | Claire Dinkla       |
| 18 | Paesi Bassi (bandiera) | D     | Samantha van Diemen |
| 19 | Paesi Bassi (bandiera) | A     | Nikita Tromp        |
| 20 | Paesi Bassi (bandiera) | A     | Eshly Bakker        |
| 21 | Paesi Bassi (bandiera) | C     | Vanity Lewerissa    |
| 22 | Paesi Bassi (bandiera) | C     | Quinty Sabajo       |
| 23 | Paesi Bassi (bandiera) | C     | Victoria Pelova     |
| 24 | Paesi Bassi (bandiera) | C     | Iris Stiekema       |
| 25 | Paesi Bassi (bandiera) | D     | Kay-lee de Sanders  |
| 26 | Paesi Bassi (bandiera) | D     | Manique de Vette    |

### Rosa 2018-2019
Aggiornata al 7 agosto 2018.
| N. |                        | Ruolo | Calciatrice                 |
| -- | ---------------------- | ----- | --------------------------- |
| 1  | Paesi Bassi (bandiera) | P     | Lize Kop                    |
| 2  | Paesi Bassi (bandiera) | D     | Liza van der Most           |
| 3  | Paesi Bassi (bandiera) | D     | Caitlin Dijkstra            |
| 4  | Paesi Bassi (bandiera) | D     | Lisa Doorn                  |
| 5  | Paesi Bassi (bandiera) | D     | Kika van Es                 |
| 6  | Paesi Bassi (bandiera) | C     | Marthe Munsterman           |
| 7  | Paesi Bassi (bandiera) | C     | Loïs Oudemast (capitano)    |
| 8  | Finlandia (bandiera)   | C     | Iina Salmi                  |
| 9  | Paesi Bassi (bandiera) | A     | Ellen Jansen                |
| 10 | Paesi Bassi (bandiera) | A     | Linda Bakker                |
| 11 | Paesi Bassi (bandiera) | A     | Marjolijn van den Bighelaar |
| 12 | Paesi Bassi (bandiera) | D     | Vita van der Linden         |
| 15 | Paesi Bassi (bandiera) | A     | Kim Mourmans                |

| N. |                        | Ruolo | Calciatrice               |
| -- | ---------------------- | ----- | ------------------------- |
| 16 | Paesi Bassi (bandiera) | P     | Aukje Van Seijst          |
| 17 | Paesi Bassi (bandiera) | D     | Kelly Zeeman              |
| 18 | Paesi Bassi (bandiera) | A     | Soraya Verhoeve           |
| 19 | Paesi Bassi (bandiera) | A     | Chantal de Ridder         |
| 20 | Paesi Bassi (bandiera) | A     | Eshly Bakker              |
| 21 | Paesi Bassi (bandiera) | A     | Vanity Lewerissa          |
| 22 | Danimarca (bandiera)   | D     | Line Røddik Hansen        |
| 23 | Paesi Bassi (bandiera) | P     | Marieke Ubachs            |
| 24 | Paesi Bassi (bandiera) | D     | Lucie Akkerman            |
| 25 | Paesi Bassi (bandiera) | D     | Kay-Lee de Sanders        |
| 26 | Paesi Bassi (bandiera) | C     | Kirsten van de Westeringh |
| 29 | Paesi Bassi (bandiera) | A     | Nikita Tromp              |